# Laure de Chevigné
Laure Marie Charlotte de Sade, pel seu matrimoni comtessa Adhéaume de Chevigné, nascuda el 31 de maig de 1859 a Passy-lès-Paris i morta el 15 d'octubre de 1936 a París, va ser una salonnière i una figura de la societat i de la vida aristocràtica parisenca de finals del XIX fins al 1914.
És una de les tres duquesses que inspiren el personatge d'Oriana, la duquessa de Guermantes, a la novel·la de Marcel Proust A la recerca del temps perdut, juntament amb Élisabeth de Riquet de Caraman-Chimay, comtessa de Greffulhe, i Geneviève Halévy.

## Biografia
Laure Marie Charlotte de Sade va néixer a l'antiga comuna de Passy el 1859. Era filla de Marie Antoine Auguste, comte de Sade, i de Charlotte Germaine de Maussion, la seva dona, i besnéta del marquès de Sade. Segons una tradició familiar de 500 anys d'antiguitat, va ser batejada en memòria de la seva avantpassada Laura de Noves o comtessa Hugues de Sade (1310-1348), que havia inspirat un amor impossible a Petrarca i els descendents de la qual n'honoren així la memòria.
Després d'haver perdut el seu pare el maig de 1868 i la seva mare el 1876, va ser acollida per parents que van intentar casar-se amb aquesta òrfena sense diners al més aviat possible. Durant la seva adolescència al camp, va desenvolupar un fort gust per les activitats esportives, especialment la caça. Va entrar així en contacte amb el món camperol, del qual va adoptar certs trets lingüístics i l'hàbit de fumar. També fou una gran lectora, devorà les obres dels seus avantpassats i va aprendre el provençal per connectar amb la terra de la seva família, originària d'Avinyó.

### Estades a Frohsdorf
El 1879 es va casar amb el comte Adhéaume de Chevigné (1847-1911), membre del servei honorífic del comte de Chambord Henri d'Artois, pretendent al tron francès, exiliat durant gairebé cinquanta anys al castell de Frohsdorf, Àustria. Legitimistes com eren, la parella s'afanyà a presentar-s'hi. Àgilment assessorada per Robert de Fitz-James, que la va guiar a través dels complexos rituals d'aquesta cort on regnava una rígida etiqueta, ràpidament es va fer apreciada pel comte de Chambord per la seva intel·ligència, el seu humor de vegades vorejant la insolència i la seva passió per la caça. En el relat que faria d'aquest període, no dubtà a donar-se una aura mítica, identificant-se amb Prosèrpina presa en el «regne de les ombres» de Plutó. Chevigné havia de romandre vuit mesos a l'any al servei del comte, cosa que va permetre que Laure romangués amb ell només dos mesos i després pogués tornar al seu apartament al Faubourg Saint-Honoré, número 34, rue de Miromesnil, a pocs passos del apartament del vescomte de Foucault de Pontbriand.
Laure de Chevigné va tenir una nena, Marie-Thérèse, l'octubre de 1880, i un nen, François, l'any 1882. Com que els nens no podien anar a la cort, els va haver de deixar amb la seva mare quan anava a Frohsdorf. Estava absent quan el comte va morir l'agost de 1883, després d'haver tornat a París unes setmanes abans.

## Un saló cotitzat
A principis de la dècada de 1880, com a hàbil narradora, Laure es va presentar coronada amb el favor que li havia concedit el comte, que li atorgava un estatus de prestigi a la societat i li obria els salons més exclusius. Desitjosa de llançar el seu propi saló, va obtenir l'ajuda de Robert de Fitz-James, que va convidar personalitats d'entre els seus amics a respondre a la invitació. Aviat es va trobar al capdavant d'un saló musical i artístic, freqüentat per un grup que n'apreciava l'elegància.

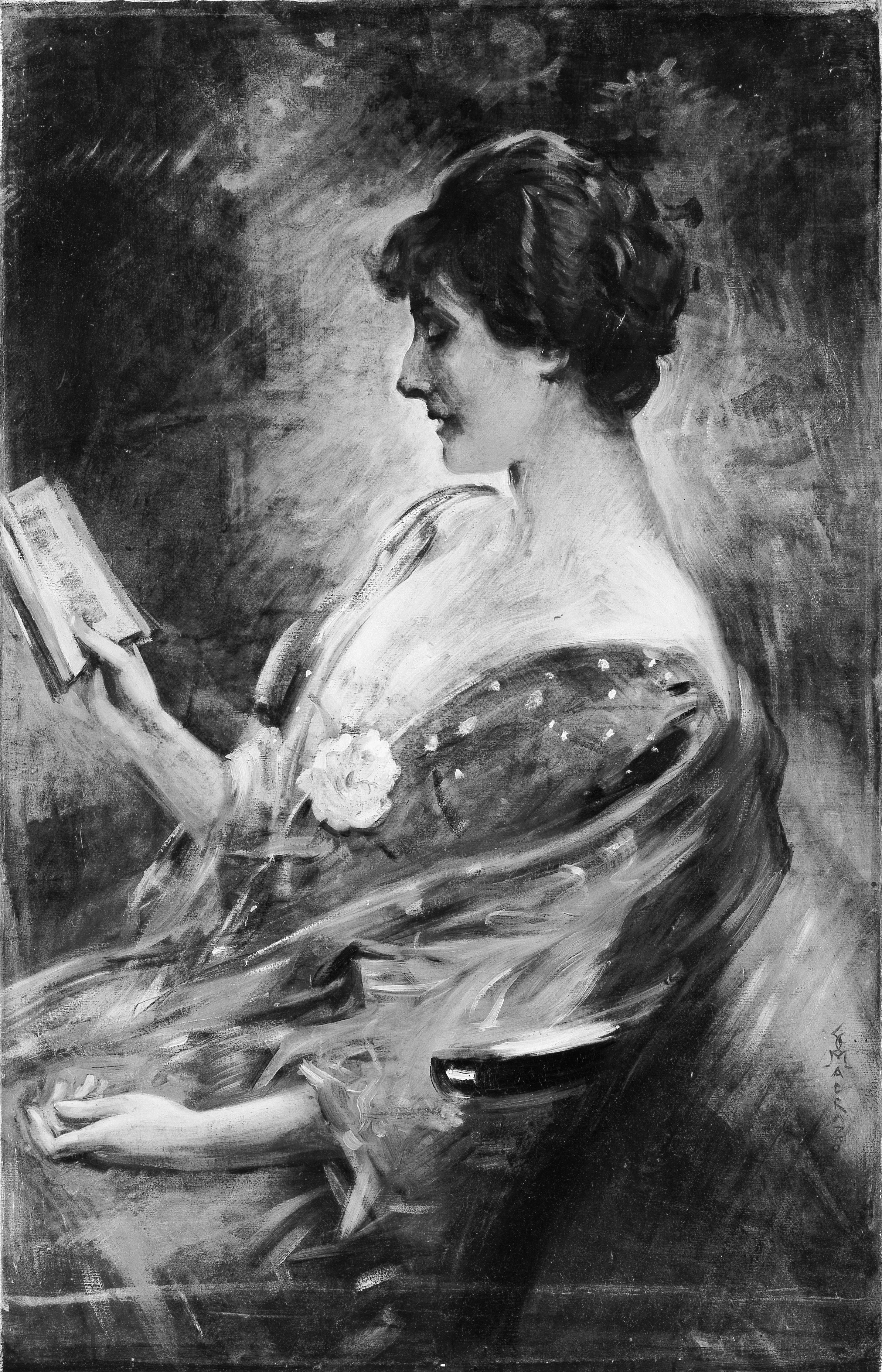
Laure de Sade, Comtesse Adhéaume de Chevigné, en una pintura de Federico de Madrazo

Seduïa amb la seva actitud inconformista i la seva vivacitat. Tot i que el seu saló era petit i amb seients incòmodes, a la tarda rebia els amics, a qui només servia taronjada. S'hi podia trobar regularment el marquès de Breteuil, el comte Charles Costa de Beauregard, el comte Joseph de Gontaut-Biron, el marquès du Lau d'Allemans, el comte Albert de Mun i molts altres. Era amiga de Madame de la Trémoille, la princesa Bibesco, el comte i la comtessa Edmond de Pourtalès així com el príncep i la princesa Joachim Murat. També era amiga de Maupassant, les cartes del qual s'han conservat i a qui Laure podria haver inspirat l'heroïna de la seva novel·la Bel-Ami.
A partir de 1884, la comtessa de Chevigné es va convertir en una de les figures de la vida social i va gaudir del suport d'Arthur Meyer, que escrivia una columna de societat a Le Gaulois, de la qual era el director. Així descriu el diari Gil Blas el seu saló l'any 1903:
| «                                           | “Tothom qui vulgui discutir, xerrar, riure amb saviesa, encendre per torn els seus petits focs artificials, es reuneix entre les cinc i les set al saló de la rue Miroménil, s'asseu a les butaques preparades per als patricis de la decadència, escolta el Sr. Paul Bourget afirma i reafirma les teories de L'Étape, la comtessa admira, hi està d'acord, repeteix i contradiu, dirigeix l'entrevista cap a temes més suaus, planta cara a Costa, el bromista groller, extirpa pel camí la diatriba chateaubrianesca al comte Eugène-Melchior de Vogüé..." | » |
| — Largillière, Gil Blas, 17 d'agost de 1903 | |   |

En l'àmbit polític, el seu saló era un baluard del fervor reialista, una concentració d'homes del passat ferotgement oposats als ideals republicans. Alguns dels seus seguidors eren propers al papa Lleó XIII, com Albert de Mun. Altres van asseure's a la Cambra dels Diputats, sense perdre l'oportunitat de denunciar la Revolució com un desastre nacional. En aquest context, Laure de Chevigné va ser la reina indiscutible dels nostàlgics d'una època passada.
Els habituals del seu saló es reunien cada Cap d'Any per regalar-li un altre collaret de perles. «Els meus collarets em permeten comptar els meus amics i els meus anys», deia. És propera a la família Daudet i a la mare de Jean Cocteau. Convidava regularment el seu confessor, l'abat Mugnier, als seus dinars o sopars, amb personalitats literàries que ell retrata en el seu famós Journal. Va freqüentar la comtessa Greffulhe i era amiga de Geneviève Halévy. Entre totes tres, les frans socialités del París de l'êpoca, van inspirar Proust per crear el personatge de la duquessa de Guermantes.

## Distinció i inconformisme

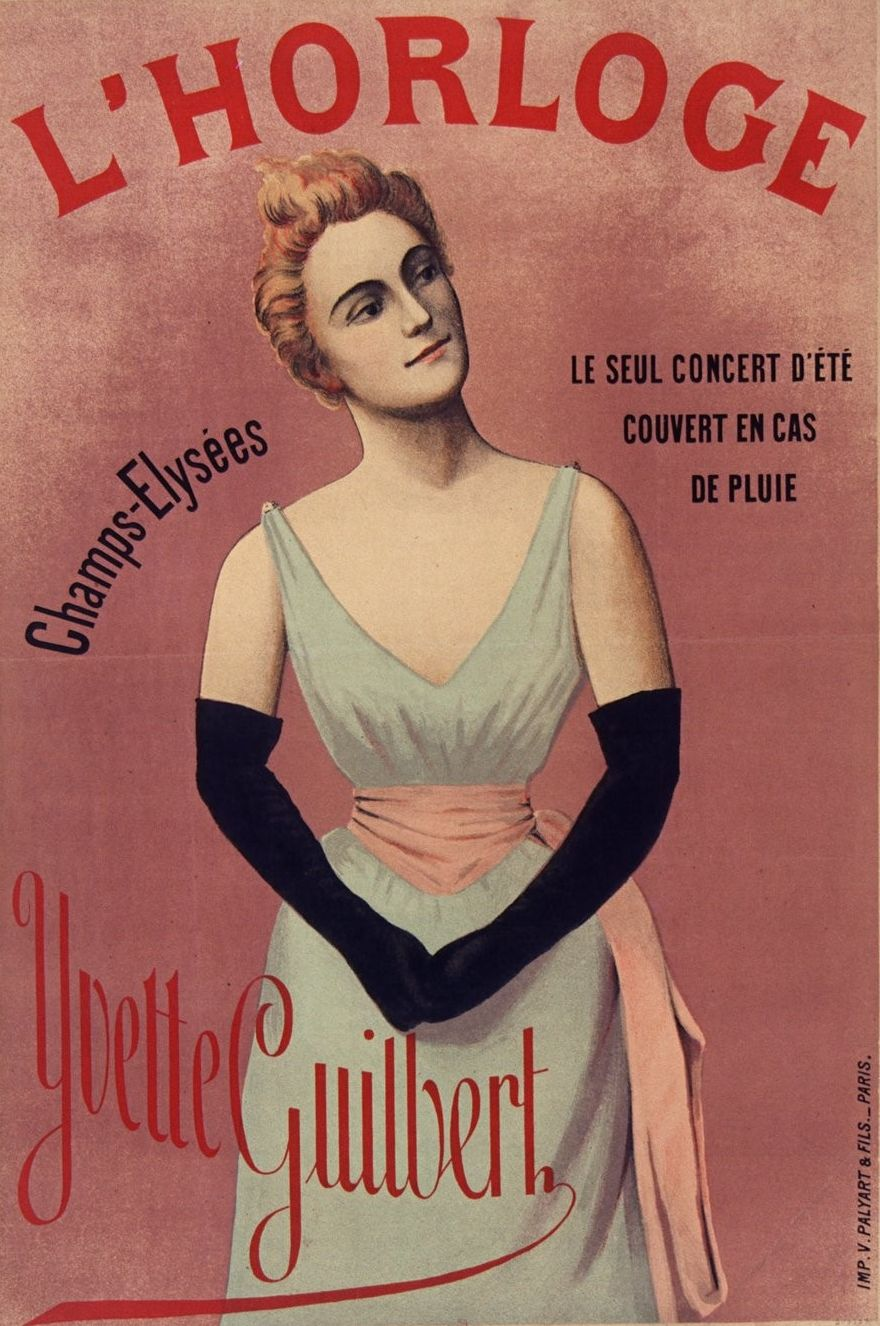
La cantant Yvette Guilbert va ajudar a introduir Laure a la vida nocturna de Montmartre.

Amb el seu rostre ossut i un nas prominent, el seu aspecte cridava l'atenció. amb «cabell ros, ulls blaus, suau i ardent, espatlles blanques». Era, sens dubte, menys bella que la comtessa Greffulhe, un altre model de la duquessa de Guermantes. Com ella, tenia la veu ronca perquè abusava dels cigarrets. I, amb una gran familiaritat, s'enorgullia d'anomenar tothom pel seu nom. Laure de Sade fascinava amb una figura atlètica, gairebé andrògina, molt allunyada dels models femenins de l'època i precursora de nous estils, que contrastava amb la sublim Comtesse de Greffulhe.
Extremadament distingida, no obstant això, no va dubtar a associar-se amb persones de fora de la seva comunitat —artistes, músics, periodistes—, com la popular cantant Yvette Guilbert, la soprano Hortense Schneider i l'actriu Réjane. Sovint anava al cabaret Chat Noir de Montmartre, on fins i tot hi portava el Gran Duc Vladimir, que quedava completament emocionat amb aquesta experiència.
Reynaldo Hahn en va dir: «És una dona del segle XVIII, un segle en què el sentiment aviat es converteix en esperit.» Fou amiga de la reina Isabel II d'Espanya i de la gran duquessa Vladimir.

## Inspiració per a Marcel Proust
Després d'haver freqüentat durant gairebé tres anys el saló de Geneviève Halévy, amb el qual estava una mica desil·lusionat, Marcel Proust, aleshores de 21 anys, va traslladar la seva aspiració de coincidir amb la gran aristocràcia a la persona de Laure de Chevigné. Primer va intentar apropar-s'hi per mitjà del seu nebot Gustave Laurens de Waru, sense èxit. En veure-la al teatre, com el narrador d'A la recerca del temps perdut, amb un vestit de gasa blanca amb un gran ventall de plomes, va decidir cridar-li l'atenció amb un retrat que li va dibuixar al número de maig de 1892 de la revista Le Banquet, fundada pel seu amic Fernand Gregh. En el text la compara diversos cops amb un ocell i en fa una deessa: "El que vaig veure no era (...) una dona amb el perfil d'un ocell, sinó un ocell real".
Decidit a conèixer-la, molts dies d'aquella primavera es quedava davant de la porta de casa seva amb l'esperança que el veiés, tal com farà després el narrador amb la duquessa Oriana de Guermantes a la novel·la, però quan finalment va intentar acostar-s'hi, ella el va allunyar bruscament dient-li «Fitz-James m'està esperant!». Aquesta ferida de la seva autoestima el marcarà profundament, encara que finalment arribarà a la seva sala d'estar uns anys més tard.

## Descendents
Mare de Marie-Thérèse de Chevigné, que es va casar amb Maurice Bischoffsheim i després amb Francis de Croisset, fou l'àvia de la mecenes Marie-Laure de Noailles i del polític Pierre de Chevigné.
La comtessa de Chevigné va morir l'any 1936, a casa seva, al número 19 de la rue Nitot. Va ser enterrada quatre dies després al cementiri de Passy (divisió 15).